# 욕야카르타 술탄국
응아욕야카르타 하디닝랏 술탄국(자와어: ꦏꦱꦸꦭ꧀ꦠꦤ꧀ꦤꦤ꧀ꦔꦪꦺꦴꦒꦾꦏꦂꦡꦲꦢꦶꦤꦶꦔꦿꦠ꧀), 약칭 욕야카르타 술탄국은 인도네시아 공화국 욕야카르타 특별 지역에 위치한 술탄국이다. 현재 술탄국의 수장은 하멩쿠부워노 10세이다.
욕야카르타는 1755년부터 자와섬 중부에 국가로 존재해왔다. 술탄국은 1825-1830년 자와 전쟁 동안 군사 작전의 주요 무대가 되었고, 이후 영토의 상당 부분이 네덜란드에 병합되어 자치권이 크게 축소되었다. 1946-1948년 인도네시아 독립 전쟁 중에 공화국의 수도는 욕야카르타 시에 있는 술탄국의 영토로 이전되었다.
1950년, 욕야카르타는 파쿠알라만 공국과 함께 인도네시아의 일부가 되었으며, 이전의 왕실 왕국들이 특별 지역으로 통합되어 국가 지방과 동등한 지위를 갖게 되었다. 동시에, 욕야카르타 술탄과 파쿠알라만 공의 세습 칭호와 그 칭호에 따른 의례적 특권이 통치자들에게 법적으로 보장되었다. 2012년, 인도네시아 정부는 2012년에 법 제13호를 확보하였으며, 이 법은 욕야카르타의 현 술탄을 욕야카르타 특별 지역의 세습 총독으로 공식적으로 인정하고, 파쿠알라만 공을 세습 부총독으로 임명하였다(제18조 1c항). 이 법은 또한 술탄국을 토지 소유 특권을 가진 법인으로 공식적으로 통합하여 술탄궁 소유권을 회복시켰다(원래 1980년대에 폐지됨). 2019년 기준으로, 술탄국은 욕야카르타 특별 지역에 거의 10%의 토지를 소유하고 있다고 주장되고 있다.